# Tiếng Mơ Nâm
Tiếng Mơ Nâm (Monom, Monam), không nên nhầm lẫn với Bơ Nâm (một phân nhóm Bahnar), là một ngôn ngữ thuộc ngữ hệ Nam Á. Người nói thứ tiếng này  được chính phủ Việt Nam chính thức phân loại là người Xơ Đăng.
Tiếng Mơ Nâm được nói chủ yếu ở huyện Kon Plông, tỉnh Kon Tum (Lê Bá Thảo và cộng sự. 2014: 175)